# Abdalaati Iguider
Reda Abdalaati Iguider (Errachidia, 25 maart 1987) is een Marokkaanse middellangeafstandsloper, die is gespecialiseerd in de 1500 m. Hij vertegenwoordigde zijn vaderland driemaal op de Olympische Spelen, en won in 2012 (Londen) de bronzen medaille op de 1500 m. 

## Loopbaan
De beste prestatie van zijn atletiekcarrière als junior leverde Abdalaati Iguider op zeventienjarige leeftijd op de wereldkampioenschappen voor junioren van 2004 in de Italiaanse stad Grosseto. Hij veroverde de wereldtitel op de 1500 m met een tijd van 3.35,53 en versloeg hiermee met nipte voorsprong de Kenianen Benson Esho (zilver; 3.35,80) en Brimin Kipruto (brons; 3.35,96). Twee jaar later viel hij op de WK voor junioren in Peking opnieuw in de prijzen en behaalde hij in 3.40,73 een zilveren medaille.
In 2007 vertegenwoordigde Iguider Marokko op de wereldkampioenschappen in Osaka. Hier sneuvelde hij in de voorrondes van de 1500 m met een tijd van 3.43,25. Op 24 mei 2008 realiseerde hij op 21-jarige leeftijd tijdens de traditionele Rehlingen meeting in het Duitse Rehlingen de beste jaarprestatie op de 1500 m. Hij kwam tot een tijd van 3.32,63, vijf honderdste seconde onder zijn persoonlijk record uit 2006. Op 1 juni 2008 verbeterde hij deze tijd verder naar 3.32,10. Abdelati Iguider kwam twee maanden later dan ook goed voorbereid aan de start op de Olympische Spelen in Peking, waar hij de in hem gestelde verwachtingen waarmaakte door de finale van de 1500 m te bereiken. Hierin eindigde hij op een zesde plaats in 3.34,66. Deze prestatie werd een jaar later zelfs nog opgewaardeerd naar een vijfde plaats, nadat de aanvankelijke winnaar, de Bahreini Rashid Ramzi, tegen de lamp was gelopen na een dopingcontrole en was gediskwalificeerd. Vier jaar later, tijdens de Olympische Spelen in Londen, won hij een bronzen medaille op dezelfde afstand.
In 2013, tijdens de WK van Moskou strandde Iguider in de halve finales, met een tijd van 3.44,36.

## Titels
- Wereldindoorkampioen 1500 m - 2012
- Wereldjuniorenkampioen 1500 m - 2004

## Persoonlijke records
Outdoor
| Onderdeel   | Prestatie | Datum           | Plaats            |
| ----------- | --------- | --------------- | ----------------- |
| 800 m       | 1.47,14   | 4 augustus 2007 | Mals              |
| 1000 m      | 2.19,14   | 7 augustus 2007 | Stockholm         |
| 1500 m      | 3.31,47   | 28 juli 2009    | Monaco            |
| 1 Eng. mijl | 3.51,78   | 2 juni 2012     | Eugene            |
| 3000 m      | 7.41,95   | 19 mei 2007     | Herrera           |
| 5000 m      | 13.09,17  | 9 juni 2012     | Villeneuve-d'Ascq |

Indoor
| Onderdeel | Prestatie | Datum            | Plaats    |
| --------- | --------- | ---------------- | --------- |
| 1000 m    | 2.19,33   | 13 februari 2005 | Karlsruhe |
| 1500 m    | 3.34,10   | 14 februari 2012 | Liévin    |
| 3000 m    | 7.34,92   | 21 februari 2013 | Stockholm |

## Palmares

### 1500 m
- 2004:  WK U20 - 3.35,53
- 2006:  WK U20 - 3.40,73
- 2006: 11e Wereldatletiekfinale - 3.35,88
- 2008: 5e OS - 3.34,66 (na DQ Rashid Pamzi)
- 2008:  Memorial Van Damme - 3.36,14
- 2009: 9e Wereldatletiekfinale - 3.41,70
- 2009: 11e WK - 3.38,35
- 2009:  Middellandse Zeespelen - 3.38,66
- 2010:  WK indoor - 3.41,96
- 2010: 10e Memorial Van Damme - 3.36,73
- 2011: 5e WK - 3.36,56
- 2012:  WK indoor - 3.45,21
- 2012:  OS - 3.35,13
- 2013: 12e in ½ fin. WK - 3.44,36
- 2014:  WK indoor - 3.38,21
- 2016: 5e OS - 3.50,58

Golden League-podiumplaatsen
- 2008:  Golden Gala – 3.31,88
- 2008:  Memorial Van Damme – 3.36,14

Diamond League-podiumplaatsen
- 2013:  Sainsbury’s Grand Prix – 3.36,23
- 2014:  Glasgow Grand Prix – 3.33,20
- 2015:  Herculis – 3.28,79
- 2016:  Birmingham Grand Prix – 3.33,10

### 1 Eng. mijl
Diamond League-podiumplaatsen
- 2016:  Prefontaine Classic – 3.51,96

### 3000 m
Diamond League-podiumplaatsen
- 2016:  Meeting International Mohammed VI d'Athlétisme de Rabat – 7.36,85

### 5000 m
- 2012: 6e OS - 13.44,19

Diamond League-podiumplaatsen
- 2015:  Memorial Van Damme – 12.59,25

### veldlopen
- 2005: 30e WK voor junioren - 25.28